# Nemertesia ventriculiformis
Nemertesia ventriculiformis is een hydroïdpoliep uit de familie Plumulariidae. De poliep komt uit het geslacht Nemertesia. Nemertesia ventriculiformis werd in 1890 voor het eerst wetenschappelijk beschreven door Marktanner-Turneretscher. 